# Mount Peterson (Ellsworthland)
Mount Peterson ist ein 1100 m hoher Berg im westantarktischen Ellsworthland. Sein Gipfel ragt 35 km nordwestlich des Mount Rex aus dem Antarktischen Eisschild auf.
Der Berg liegt innerhalb einer Gruppe von Nunatakkern, die der US-amerikanische Polarforscher Lincoln Ellsworth bei einem Überflug am 23. November 1935 sichtete und fotografierte. Wissenschaftler der US-amerikanischen Ronne Antarctic Research Expedition (1947–1948) erkundeten dieses Gebiet. Expeditionsleiter Finn Ronne benannte den Berg nach Harries-Clichy Peterson (1924–2002), Physiker dieser Forschungsreise.